# 田浦巡檢司城
田浦巡檢司城是明朝時江夏侯周德興在今日中華民國福建省金門縣一帶所建的五個巡檢司城之一，位於福建省同安縣十八都倉湖保，約在現今金沙鎮大洋里的田浦村。而其興建年代一說為明洪武二十年（1387年），一說為洪武二十五年（1392年），後於滿清康熙二年（1663年）金門被攻陷後實施海禁遷界時遭到毀壞，但其遺跡尚存，民國時期中華民國國軍在城跡上重築城垣，並建有碉堡等設施。
2009年金沙鎮公所推動「田浦古城景觀改善暨軍事遺蹟保存工程」，獲交通部觀光局與金門縣政府補助，歷時一年半於2011年3月完工驗收，該工程除了整修原有設施外，主要還增築了東西城門，但城門的設計並未經過歷史考據。

## 建築
田浦巡檢司城設有東西二門，其中西門名為「鎮海門」，城牆周長一百五十丈，寬一丈，高一丈八尺，並設有四間窩鋪。城內有一泰山廟，為金門歷史最為悠久且配祀城隍夫人的城隍廟。
在2009年的工程中於城池遺跡重築了兩座城門，其中東門名為「觀日門」，西門為「鎮海門」。

## 田浦巡檢司
明初時置有巡檢司一員（從九品）、司吏一員與百名弓兵，工食名皆七兩二錢。
後於嘉靖三十九年（1560年）將弓兵裁為七十名，後又改為二十名，四十二年（1563年）時為十二名，萬曆九年（1581年）時裁撤。